# とめきち
とめきち（8月14日 - ）は、日本の漫画家。神奈川県出身。血液型はA型。誕生日は8月14日。アミューズメントメディア総合学院アニメーション学科卒。

## 特徴
『コミックPフラート』・『COMICポプリクラブ』（マックス）に作品を発表していた。目に特徴のある、細長い顔の可愛らしい絵柄が特徴。巨乳の女の子が多い。基本的に純愛系の作風。デビュー当時は、キャラクターの名前を春夏秋冬で揃えていたという。ショートよりはロングヘアーの女の子を描くのが好きだという。
コンシューマゲーム『VENUS PROJECT』のキャラクターイメージも担当している。

## 作品リスト

### 単行本
成人向け
- 『おと☆こい～とめきちオトコの娘作品集～』 2013年6月25日発売[8]、ミリオン出版〈ミリオンコミックス おと☆娘SERIES〉、ISBN 978-4-81305-394-1
- 『めろきゅん』 2013年10月24日発売[9]、マックス〈ポプリコミックス〉、ISBN 978-4-86379-300-2
- 『めろきゅん～すきのじかん～』 2019年2月28日発売[10]、文苑堂〈BAVEL COMICS〉、ISBN 978-4-86117-315-8 ※新装版

一般向け
- 『MeltyMoment -メルティモーメント-』 原作：HOOKSOFT、ホビージャパン〈ダンガンコミックス〉、全1巻
  1. 2014年4月26日発売[11]、ISBN 978-4-79860-803-7
- 『すわっぷ⇔すわっぷ』 2015年 - 2019年、芳文社〈まんがタイムKRコミックス〉、全4巻
- 『りんかね』 KADOKAWA『コミックブシロードWEB』連載、〈ブシロードコミックス〉、全3巻
  1. 2022年2月8日発売[12]、ISBN 978-4-04899-512-2
  2. 2023年6月8日発売[13]、ISBN 978-4-04-899560-3
  3. 2023年6月8日発売[14]、ISBN 978-4-04-899565-8
- 『押しかけ女房、コドモ付き!』2024年 - 連載中、芳文社『まんがタイムきららキャラット』連載、〈まんがタイムKRコミックス〉、既刊1巻（2025年2月27日現在）
  1. 2025年2月27日発売[15][16]、ISBN 978-4-8322-9617-6

### 読み切り
- まんがじゃダメなのっ！ （コミックPフラート VOL.13〈コミックポプリクラブ2011年10月号増刊〉）[17]
- 優先してよねっ！ （コミックPフラート VOL.14〈コミックポプリクラブ2011年11月号増刊〉）[18]
- こういしつ♥ （コミックPフラート VOL.15〈コミックポプリクラブ2012年2月号増刊〉）[19]
- となりのいもうと （ワニマガジン社『COMIC快楽天BEAST』 2012年2月号）[20]
- おっきぃのはお好き？ （コミックPフラート VOL.17〈コミックポプリクラブ2012年6月号増刊〉）[21]
- それでも僕はヒーローになれない （富士見書房『月刊ドラゴンエイジ』 2012年6月号、原作：松本コヲジ）[22]
- せっくすってなぁに？ （コミックPフラート VOL.18〈コミックポプリクラブ2012年8月号増刊〉）[23]
- 学校一の男の子!? （コミックPフラート VOL.19〈コミックポプリクラブ2012年10月号増刊〉）[24]
- パパとママには内緒♥ （コミックPフラート VOL.20〈コミックポプリクラブ2012年12月号増刊〉）[25]
- はじめてちょうだい♥ （コミックPフラート VOL.21〈コミックポプリクラブ2013年1月号増刊〉）[26]
- おしおきだけどごほうび♥♥ （コミックPフラート VOL.22〈コミックポプリクラブ2013年4月号増刊〉）[27]
- ちっちゃい彼女 （COMICポプリクラブ 2013年6月号）[28]
- いっしょにだいえっと （COMICポプリクラブ 2013年9月号）[29]
- らんじぇり～ （コアマガジン『コミックホットミルク』 2013年12月号）[30]